# Pullip

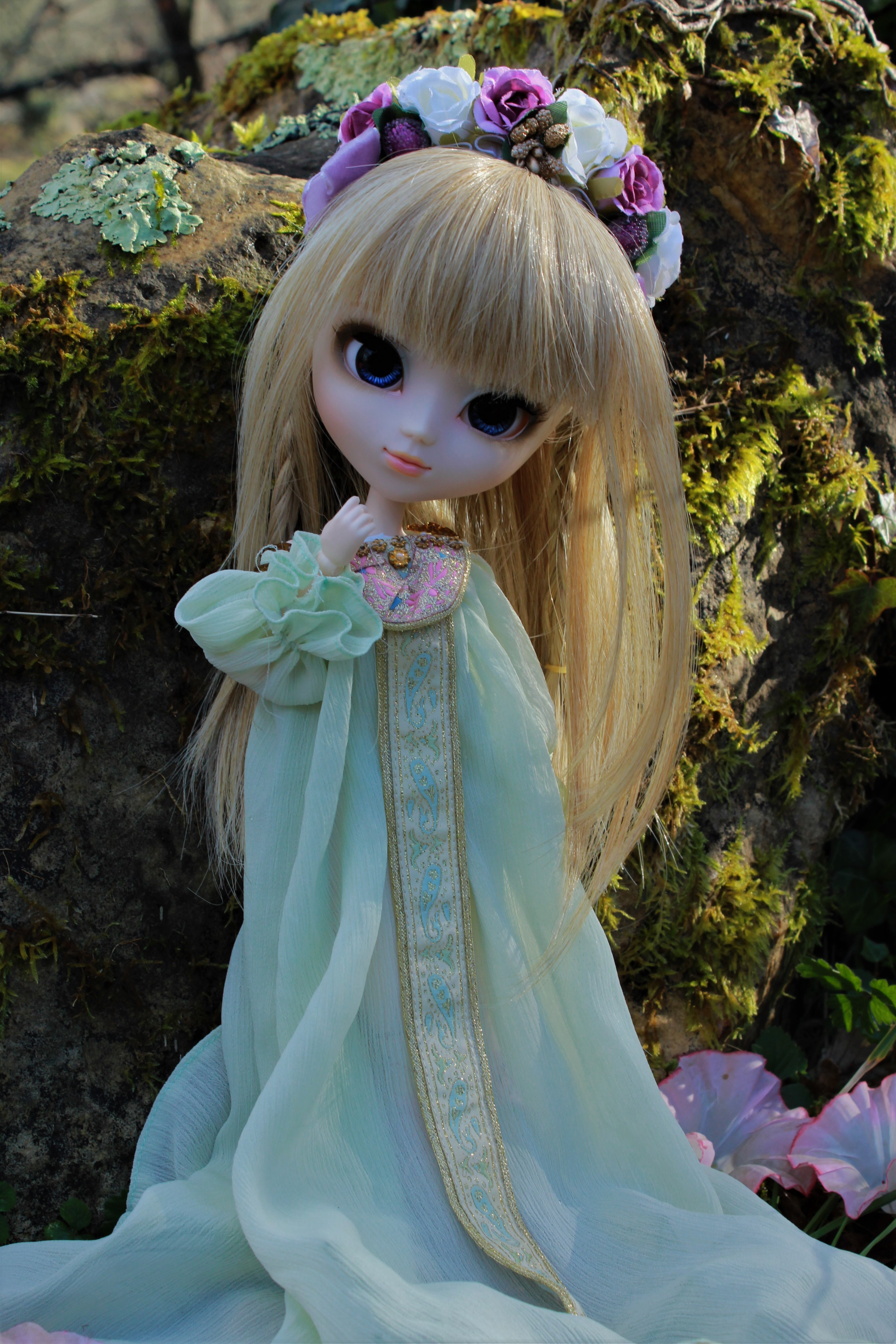
Pullip Kore

Las Pullip son unas muñecas coleccionables, creadas por la compañía de Corea del Sur Cheonsang Cheonha en 2003. Se caracterizan por tener un cuerpo muy articulado y una cabeza más grande de lo normal.
Se comercializaron por primera vez por la compañía Jun Planning de Japón, pero desde principios de 2009 ha pasado a encargarse de su comercialización la compañía Groove INC de Corea. 
Pullip (풀잎) significa "una brizna de hierba/de la hoja" en coreano. Desde el lanzamiento de la muñeca femenina original se han añadido otros tipos de muñecos a la familia Pullip: sus compañeros masculinos Namu (나무, árbol) y Taeyang (태양, sol), su hermana pequeña Dal (달, luna) y Byul (별, estrella), la mejor amiga de Dal. Desde 2011 la serie de muñecas ha ganado un nuevo miembro, Isul (rocío), el hermano de Pullip. También hay una serie en miniatura formada por Angel Pullip y Angel Dal (ahora llamadas Little Pullip+ y Little Dal+). 
Estas muñecas pueden ser customizadas haciendo modificaciones que las convierten en ejemplares únicos. Los últimos lanzamientos llevan pelucas que se pueden reemplazar y cuyo color de ojos puede ser cambiado fácilmente.

## Diseño
Las Pullips tienen un mecanismo de ojos único que permite que estos se muevan hacia los lados y que guiñen mediante unos botones situados en la parte posterior de la cabeza. Los modelos de Pullip lanzados después de 2008 pueden mantener los ojos cerrados. Son unas muñecas muy articuladas y pueden ser personalizadas a medida. Miden alrededor de 30 cm y tienen la cabeza grande (a escala 1:3). Su cuerpo es de aproximadamente 23 cm (escala 1:6) de alto, el mismo tamaño que muñecas como Barbie y Jenny.
El cuerpo articulado de las Pullips ha pasado por varios cambios. Las muñecas más antiguas llevan un cuerpo con tornillos visibles, el “cuerpo 1”. Las tres primeras muñecas (Moon, Street y Wind) tienen un cuello fácilmente rompible, pero este problema se solucionó en versiones posteriores. Otro problema común en estos primeros modelos es que tienen una división vertical entre las dos mitades de las piernas. Las Pullips tipo 1 son las únicas que llevan el pelo cosido, todas las posteriores llevan peluca.
A partir de enero de 2004, con el lanzamiento de Venus,  las Pullips traen un nuevo cuerpo. El “cuerpo 2” no tiene tornillos a la vista, su torso es suave y las articulaciones pueden separarse. Este cuerpo tiene unas proporciones más realistas y, hasta la fecha, es el más posable. Las desventajas son que sus extremidades se caen fácilmente, el torso tiende a salirse de la articulación de la cadera y el plástico del cuerpo tiene tendencia a derretirse bajo ciertas condiciones ambientales, como las altas temperaturas y la humedad.
Con el lanzamiento de Lan Ake y Lan Ai en 2005, se creó otro nuevo cuerpo. El “cuerpo 3” tiene menos articulación, es más pequeño y aniñado y tiene muñecas y tobillos articulados. Aunque es más resistente que sus predecesores, este cuerpo permite menos posabilidad. 
Enero de 2009, con el lanzamiento de Neo Noir, trajo otro tipo de cuerpo. El “cuerpo 4” es más posable que el “cuerpo 3” y lleva una clavija para evitar que la parte de la muñeca se rompa, aunque esto provoca que las manos se caigan más fácilmente. 

## Modelos especiales y perfiles
Las nuevas ediciones de las muñecas Pullip se lanzan de forma mensual. Algunas muñecas exclusivas adicionales van saliendo de vez en cuando.  Cada una tiene un nombre único y las diferencian el maquillaje de la cara, el pelo, la ropa, los accesorios y la caja.
Entre 2003 y 2010 ha habido más de 100 lanzamientos de muñecas Pullip. Los lanzamientos mensuales de Pullip son “limitados” y sólo se fabrica cierta cantidad. Este número sólo lo conoce el fabricante.
A veces se hace un lanzamiento exclusivo de un modelo, con una cantidad de entre 300 y 20000 muñecas fabricadas y se venden aparte del lanzamiento mensual regular. Las muñecas limitadas de venta exclusiva venían con un certificado que mostraba su número de producción, hasta septiembre de 2007, que fue cuando dejaron de incluir el certificado. A principios de 2006, con el lanzamiento de Purezza Fall ‘06, Jun Planning anunció que dejaría de fabricar muñecos exclusivos, debido a la bajada de la demanda de muñecos de edición regular. Al parecer, cambiaron de opinión a principios de 2007 con Haute, el lanzamiento de la edición limitada a 500 unidades de la revista Haute Doll.
En previsión al 5º aniversario de Pullip se anunció el lanzamiento de cinco muñecos que formaban parte del set de edición limitada Another Alice que incluye Another Alice, Another Queen, Another King (Taeyang), Another Rabbit (Dal) y Another Clock Rabbit (Dal). Estos muñecos estaban inspirados en Alicia en el país de las maravillas. 
En 2006, Jun Planning empezó a lanzar Pullips con licencia de los personajes de la serie de anime/manga Rozen Maiden. Esta no fue la única colaboración, ya que se darían a conocer varias más, como H. Naoto, Hello Kitty y My Melody, de Sanrio, Ayanami Rei y Asuka Langley Soryu de Neon Genesis Evangelion, Grell, Sebastian y Ciel de Black Butler, y Angelique Limoges, Rayne  y Erenfried de Neo Angelique Abyss, entre 2007 y 2009. Holly está basada en el personaje de Holly Golightly (Audrey Hepburn) de la película Desayuno con diamantes y Princess Ann se basa en el personaje de Vacaciones en Roma. También está Sabrina, de la película de Hepburn con ese mismo nombre. Las ediciones de Rozen Maiden, Hello Kitty, Evangelion, Black Butler, Neo Angelique Abyss y H. Naoto no fueron muñecos exclusivos de venta limitada, pero tienen precios más altos que las muñecas estándar debido a la concesión de licencias.
Antes de 2006, Jun Planning publicó algunas ediciones que tenían un gran parecido con personajes populares o famosos, pero estas no estaban autorizadas oficialmente. Fantastic Alice es similar a la versión de Disney de Alicia en el país de las maravillas. Rida se parece a Nana. Principessa tiene un gran parecido con algunas imágenes del músico/diseñador japonés Mana.
En 2011 lanzaron un conjunto de muñecas Vocaloid basadas en los personajes Miku Hatsune, Len Kagamine y Rin Kagamine.

### Namu
Namu fue el primer compañero masculino para la muñeca Pullip. Mide 34 cm de altura y tiene una cabeza de gran tamaño con cuerpo articulado. Sus ojos se pueden mover y parpadean, usando los botones de la parte posterior de la cabeza. Puede ser personalizado de manera similar a las Pullip. 
Hubo 6 lanzamientos de Namu en 2004 y uno en 2005. Se retiró en mayo de 2005 con la excusa de que él y Pullip rompieron su relación. El último lanzamiento de Namu fue el especial del aniversario '05, llamado Sacagawea o Jerónimo. Más de un año después, un nuevo muñeco masculino, Taeyang, fue lanzado para convertirse en el nuevo compañero de Pullip. 

### Taeyang
Taeyang se introdujo en 2006 como el segundo compañero masculino de la muñeca Pullip. Tiene una hermana pequeña de 13 años, Dal. Mide unos 34 cm y tiene el cuerpo articulado, igual que su predecesor.  A partir del modelo Hash, los ojos de Taeyang pueden permanecer cerrados gracias a los botones de la parte posterior de su cabeza. Al igual que Pullip y Namu, Taeyang puede personalizarse.  Jun Planning hace lanzamientos de Taeyang bimensuales.
En su año inicial, 2006, se lanzaron seis modelos de Taeyang.  Algunos muñecos son del estilo de personajes populares y celebridades. El Taeyang Eduardo Manostijeras tiene la licencia del personaje de Tim Burton. Another King está inspirado en el Rey de Corazones de la historia Alicia en el país de las maravillas.

### Dal
Dal es una muñeca más pequeña en la línea de Pullip, introducida en 2006. Se perfila como la hermana pequeña de 13 años de Taeyang que considera a Pullip su rival en moda y estilo. Así como Pullip tiene aproximadamente el mismo tamaño que otras muñecas como Barbie y Jenny, Dal es similar en tamaño a las muñecas tipo “hermana pequeña” como Skipper y Licca. Mide 26,3 cm, le llega a Pullip aproximadamente hasta el hombro.
El cuerpo de Dal es articulado. Sus ojos se mueven de lado a lado como los de Pullip, pero no parpadean ni se cierran. Dal se puede personalizar. A principios de 2008, Jun Planning anunció que lanzarían una nueva muñeca cada mes.

### Byul
Byul, introducida en 2008, comparte el tipo de cuerpo de Dal y su altura, pero el molde de su cara es distinto. Su perfil dice que tiene 13 años, es la mejor amiga de Dal y está enamorada en secreto de Isul. Las Byuls no pueden cerrar los ojos.

### Little Pullip y Little Dal
Little Pullip es una versión en miniatura de Pullip y Little Dal es una versión en miniatura de Dal. A menudo llamadas “mini”, las versiones pequeñas miden alrededor de 10 cm. Varias ediciones de estas muñecas son pequeñas copias de previos lanzamientos de muñecas de tamaño normal con el mismo nombre, ropa, pelo y maquillaje. Estas muñecas pequeñas no tienen la misma articulación que las muñecas grandes originales y sus ojos no se mueven ni parpadean. A pesar de su pequeño tamaño y limitaciones, son personalizables: se les puede cambiar la peluca, los ojos y el maquillaje. Hay modelos exclusivos de la línea Little que no tienen una versión de tamaño grande. Ha habido diferentes temas de la gama de muñecas pequeñas, como los signos del zodíaco.
Laura

### Isul
Isul es el hermano de 15 años de Pullip. Su fecha de lanzamiento fue febrero de 2011. Debutó con el modelo Apollo, que pertenece a la colección de muñecos Steampunk. Algunos datos sobre él: está estudiando en una escuela de secundaria de San Francisco, le gusta jugar al fútbol y leer literatura universitaria (es un auténtico pródigo). Por su carácter se dice que es muy tranquilo, tierno y servicial.